# Sara Poidevin
Sara Poidevin, née le 7 mai 1996 à Canmore, est une coureuse cycliste canadienne.

## Biographie
Elle fréquence l'université de Calgary. 
En 2018, elle remporte le classement de la meilleure jeune du Tour de l'Ardèche, ce qui démontre ses bonnes capacités de grimpeuse.

## Palmarès sur route
- 2017
  - Cascade Classic
    - 5e étape
    - 2e du classement général

  - 3e du championnat du Canada du contre-la-montre
- 2018
  - 2e du Tour of the Gila

### Résultats sur les grands tours

#### Tour de France
1 participation
- 2023 : 80e

### Classements mondiaux
| Année                                 | 2016 | 2017 | 2018 | 2019 | 2020 | 2021 | 2022 | 2023  | 2024 |
| ------------------------------------- | ---- | ---- | ---- | ---- | ---- | ---- | ---- | ----- | ---- |
| Classement UCI                        | 259e | 135e | 87e  | 527e | 293e | 328e | 749e | 1216e | 725e |
| UCI World Tour                        | nc   | nc   | 89e  | nc   | nc   | nc   | 197e | nc    | nc   |
|                                       |      |      |      |      |      |      |      |       |      |
| Légende : nc = non classéSource : UCI |      |      |      |      |      |      |      |       |      |